# Song thế sủng phi
Song Thế Sủng Phi (Tiếng Trung: 双世宠妃; bính âm: Shuāng shì chǒng fēi; tiếng Anh: The Eternal Love), là bộ phim truyền hình cổ trang Trung Quốc được chuyển thể từ cuốn tiểu thuyết "Bạo tiếu sủng Phi: Gia ta chờ ngươi bỏ vợ" của tác giả Phạm Khuyết. Bộ phim gồm 3 phần được sản xuất từ năm 2017 đến năm 2021 với sự tham gia của 2 diễn viên chính là Hình Chiêu Lâm và Lương Khiết. Xuyên suốt 3 phần của bộ phim là một câu chuyện kể về thiên kim Khúc Tiểu Đàn, một cô gái có nhiều tính cách, gặp vương gia Mặc Liên Thành trong một sự cố, hai người trải qua gian nan, do nghi ngờ, từ tin tưởng, yêu nhau rồi đến cùng nhau lập 1 gia đình hạnh phúc. Phần 1 được phát sóng trên Tencent Video vào ngày 10 tháng 7 năm 2017, phần thứ hai được phát sóng vào ngày 22 tháng 10 năm 2018, phần thứ ba được phát sóng vào ngày 1 tháng 6 năm 2021.

## Thông tin phát sóng
Các quốc gia mua bản quyền phát sóng
| #      | Quốc gia   | Kênh          | Thời gian phát sóng       |
| ------ | ---------- | ------------- | ------------------------- |
| Phần 1 | Trung Quốc | Tencent Video | Ngày 10 tháng 7 năm 2017  |
| Phần 1 | Malaysia   | Dimsum        | Ngày 12 tháng 7 năm 2017  |
| Phần 1 | Đài Loan   | CHOCO TV      | Ngày 24 tháng 7 năm 2017  |
| Phần 2 | Trung Quốc | Tencent Video | Ngày 22 tháng 10 năm 2018 |
| Phần 2 | Đài Loan   | CHOCO TV      | Ngày 22 tháng 10 năm 2018 |
| Phần 2 | Đài Loan   | KKTV          | Ngày 22 tháng 10 năm 2018 |
| Phần 2 | Malaysia   | Dimsum        | Ngày 22 tháng 10 năm 2018 |
| Phần 2 | Brunei     | Dimsum        | Ngày 22 tháng 10 năm 2018 |
| Phần 2 | Quốc tế    | WETV          | Ngày 22 tháng 10 năm 2018 |
| Phần 3 | Trung Quốc | Tencent Video | Ngày 1 tháng 6 năm 2021   |
| Phần 3 | Quốc tế    | WETV          | Ngày 1 tháng 6 năm 2021   |

## Tóm tắt nội dung

### Phần 1
Xoay quanh câu chuyện nữ nhân viên bất động sản Khúc Tiểu Đàn (Lương Khiết thủ vai) vô tình xuyên không tới Đông Nhạc quốc, nhập vào thân thể của nhị tiểu thư Khúc phủ là Khúc Đàn Nhi, hai linh hồn tồn tại trong một cơ thể với hai tính cách khác nhau. Linh hồn Khúc Đàn Nhi một lòng yêu say đắm Đại vương gia Mặc Dịch Hoài (Vương Thụy Xương thủ vai), còn linh hồn của Khúc Tiểu Đàn lại đem tình cảm dành cho Bát Vương gia Mặc Liên Thành (Hình Chiêu Lâm thủ vai). Cuối cùng linh hồn của Khúc Đàn Nhi tan biến, Tiểu Đàn thay Đàn Nhi sống tiếp quãng đời còn lại với thân phận Bát Vương phi sau khi được gả cho Mặc Liên Thành. Hai người cùng nhau trải qua khó khăn, cuối cùng bởi cuộc đại chiến với Ma Đế mà dẫn đến chia lìa.

### Phần 2
Khúc Tiểu Đàn lại xuyên không về hiện đại nhưng đã mất đi toàn bộ ký ức, Mặc Liên Thành cũng xuyên không về hiện đại và cuối cùng tìm được Khúc Tiểu Đàn, hai người vốn tưởng sẽ hạnh phúc bên nhau nhưng thế lực đen tối đẩy 2 người đến Đông Nhạc Quốc. Do thời gian thay đổi đẫn đến tồn tại song song hai vị Vương gia, Mặc Liên Thành phải cải trang thành thân phận khác là Lưu Thương (Trần Hựu Duy thủ vai). Lúc này vì để cứu sống cả hai Mặc Liên Thành mà phải thực hiện khế ước sinh tử, đưa linh hồn của Mặc Liên Thành tương lai hợp nhất một thể với Mặc Liên Thành hiện tại. Cuối cùng vượt qua những tranh đấu triều chính và nguy hiểm, Mặc Liên Thành và Khúc Tiểu Đàn có một cái kết viên mãn cùng sự ra đời của tiểu bảo bối.

### Phần 3
Sau khi Mặc Liên Thành lên ngôi, cùng Khúc Tiểu Đàn sống cuộc sông hạnh phúc ở Đông Nhạc Quốc. Bỗng một ngày thời không hỗn loạn khiến Khúc Tiểu Đàn và Mặc Liên Thành xuyên đến thế giới song song. Ở đây, Khúc Tiểu Đàn là Nữ thái thượng hoàng của Đông Nhạc Quốc và Mặc Liên Thành là Bát công tử của Mặc phủ nhưng ký ức về Khúc Tiểu Đàn hoàn toàn biến mất. Để cứu người yêu bị mất trí nhớ, Khúc Tiểu Đàn sẽ bắt đầu một cuộc hành trình mới theo đuổi tình yêu với Mặc Liên Thành.

## Phân vai

### Nhân vật chính
| Diễn viên      | Diễn viên      | Diễn viên      | Nhân vật                                                 | Giới thiệu |
| Phần 1         | Phần 2         | Phần 3         | Nhân vật                                                 | Giới thiệu |
| -------------- | -------------- | -------------- | -------------------------------------------------------- | --- |
| Lương Khiết    | Lương Khiết    | Lương Khiết    | Khúc Tiểu Đàn / Khúc Đàn Nhi / Khúc Hương Đàn / Nữ Hoàng | Phần 1: Khúc Đàn Nhi → Khúc Tiểu Đàn → Bát Vương phi → Khúc Hương Đàn (Huyền Linh đại lục) Khúc Tiểu Đàn, một cô gái sống ở thời hiện đại, trẻ trung, năng động bất ngờ xuyên không nhập vào thân xác của nhị tiểu thư Khúc phủ Khúc Đàn Nhi của nước Đông Nhạc. Kết hôn với Bát Vương gia Mặc Liên Thành và bắt đầu cuộc sống ngọt ngào, hạnh phúc với Bát Vương gia. Khúc Hương Đàn, gia chủ Khúc gia ở Huyền Linh đại lục, sau tự tay đâm chết Liên Thành công tử, truyền lại truyền thừa cho Khúc Tiểu Đàn Phần 2: Khúc Đàn Nhi → Khúc Tiểu Đàn → Nô tỳ Bát Vương phủ → Bát Vương phi Sau khi bị trở lại thời hiện đại, Khúc Tiểu Đàn nhảy xuống biển và quay trở lại nước Đông Nhạc, nhập vào thân xác của Khúc Đàn Nhi. Do hiệu ứng cánh bướm mà cục diện bị thay dổi, Khúc Tiểu Đàn không trở thành Bát Vương phi, cô quyết định trở thành nô tỳ cho Bát Vương gia. Tình cảm của cô giành cho Mặc Liên Thành (phần 1) không thay đổi dẫn đến cuộc dây dưa giữa Bát Vương gia hiện tại và Bát Vương gia quá khứ trong thân phận Lưu Thương bắt đầu. Phần 3: Hoàng hậu Đông Nhạc quốc → Nữ hoàng Đông Nhạc quốc (Thế giới song song) → Khúc Hương Đàn Sau khi thành thân cùng Mặc Liên Thành, trở thành Hoàng Hậu của Đông Nhạc quốc, cuộc sống hạnh phúc, sinh hoàng tử. Nhưng do sự thay đổi của Trấn Hồn châu dẫn đến không gian thời gian hỗn loạn, Khúc Tiểu Đàn cùng Mặc Liên Thành xuyên qua thế giới song song. Cô trở thành Nữ Hoàng của Đông Nhạc Quốc. |
| Hình Chiêu Lâm | Hình Chiêu Lâm | Hình Chiêu Lâm | Mặc Liên Thành / Liên Thành công tử                      | Phần 1: Bát Vương gia Mặc Liên Thành → Liên Thành công tử (Huyền Linh đại lục) Bát Vương gia của nước Đông Nhạc, được xem là đệ nhất mỹ nam, văn võ song toàn nhưng bị mắc bệnh lạ được Thái y chuẩn đoán chỉ có thể sống đến năm 25 tuổi. Tình cờ gặp Khúc Tiểu Đàn của Khúc phủ và thành thân với nàng. Đến năm 25 tuổi, anh cùng Khúc Tiểu Đàn đến Huyền Linh đại lục khám phá bí mật ẩn dấu của Trấn Hồn Châu. Liên Thành công tử là một người bạn của Mặc Dịch Phong, vị vua đầu tiên của nước Đông Nhạc, được gia chủ Khúc gia Khúc Hương Đàn cứu chữa Phần 2: Mặc Liên Thành → Lưu Thương → Bát Vương gia Mặc Liên Thành xuyên về hiện đại tìm Khúc Tiểu Đàn, nhưng rồi lại bị cuốn về lại Đông Nhạc Quốc. Nhưng do thời gian hỗn loạn dẫn đến sự tồn tại song song của hai Vương gia. Mặc Liên Thành cải trang thành Lưu Thương, tiếp cận Khúc Tiểu Đàn. Về sau cùng Bát Vương gia hợp nhất cơ thể, sống hạnh phúc bên Khúc Tiểu Đàn. Phần 3: Hoàng đế Đông Nhạc quốc → Bát công tử của Mặc phủ Mặc Liên Thành (Thế giới song song) → Trắc phò mã Vốn là hoàng đế của nước Đông Nhạc, sống một cuộc sống hạnh phúc với Khúc Tiểu Đàn, nhưng dưới sự mạnh mẽ sức mạnh của Trấn Hồn Châu, anh cùng Khúc Tiểu Đàn xuyên một thế giới mới và mất tất cả ký ức giữa anh và Khúc Tiểu Đàn. Ở thế giới mới, thân phận thay đổi, anh là con trai thứ tám của Mặc phủ.                                                                                                  |

### Nhân vật khác
| Diễn viên          | Diễn viên          | Diễn viên          | Nhân vật                              | Giới thiệu |
| Phần 1             | Phần 2             | Phần 3             | Nhân vật                              | Giới thiệu |
| ------------------ | ------------------ | ------------------ | ------------------------------------- | --- |
| -                  | Trần Hựu Duy       | -                  | Lưu Thương                            | Phần 2: Thân phận khác của Mặc Liên Thành khi xuyên về Đông Nhạc, vì tiếp cận Khúc Tiểu Đàn và tránh sự nghi ngờ của Bát Vương gia ở hiện tại |
| Vương Thụy Xương   | Vương Thụy Xương   | -                  | Mặc Dịch Hoài / Mặc Dịch Phong        | Phần 1: Đại Hoàng tử Đông Nhạc Mặc Dịch Hoài → Mặc Dịch Phong (Huyền Linh đại lục) Mặc Dịch Hoài có tình cảm với Khúc Đàn Nhi nhưng phải thành thân với Đại tiểu thư Khúc phủ là Khúc Phán Nhi. Sau đó bị Ma hoàng điều khiển, vô tình giết Đàn Nhi mà không hề hay biết. Về sau bị giết chết trái tim anh một lòng chỉ có Đàn Nhi. Phần 2: Đại Vương gia → Thái tử → Hoàng đế Về sau trở thành hoàng đế, biết được rằng cơ thể của Khúc Đàn Nhi là Khúc Đàn Nhi, Khúc Đàn Nhi đã biến mất nên đã ép buộc Khúc Tiểu Đàn làm hoàng hậu của mình.                                                                  |
| Chung Kỳ           | Chung Kỳ           | -                  | Khúc Phán Nhi                         | Phần 1: Đại tiểu thư Khúc phủ Khúc Phán Nhi → Đại Vương phi Đại tiểu thư Khúc phủ, đại tỷ của Khúc Đàn Nhi, yêu thích Mặc Dịch Hoài, sau được gã vài Đại Vương phủ làm Đại Vương phi. Từ nhỏ đã ghen ghét với Khúc Đàn Nhi, hạ độc trong rượu Khúc Tiểu Đàn nhưng được Triệu Khinh Vân uống và chết, bị Thái hậu đày vào ngục. Về sau chết mà không có được tình yêu của Mặc Dịch Hoài. Phần 2: Đại Vương phi → Thái tử phi Đại tiểu thư Khúc phủ, đại tỷ của Khúc Đàn Nhi. Để tháo gỡ những trở ngại cho việc lên ngôi của Mặc Dịch Hoài, đã hạ độc chết Độc Cô quý phi. Về sau vì bảo vệ Mặc Dịch Hoài mà chết |
| Vương Khiết Ca     | Vương Khiết Ca     | Vương Khiết Ca     | Mặc Tĩnh Hiên                         | Phần 1, Phần 2: Đông Nhạc quốc Thập tứ Vương gia, sau thành thân với Kính Tâm, nha hoàn của Bát Vương phi Khúc Tiểu Đàn Phần 3: Thập tứ thiếu gia của Mặc phủ, thích Kính Tâm |
| Tôn Nghệ Ninh      | Tôn Nghệ Ninh      | Tôn Nghệ Ninh      | Kính Tâm                              | Phần 1, Phần 2: Nha hoàn của Khúc Đàn Nhi ở Khúc phủ, thông minh và lanh lợi, có thể dễ dàng phân biệt được đâu là Khúc Đàn Nhi và Khúc Tiểu Đàn. Về sau thành thân với Thập tứ Vương gia Mặc Tĩnh Hiên Phần 3: Nữ thị vệ của Nữ hoàng Khúc Tiểu Đàn |
| Hồ Dịch Chi        | Hồ Dịch Chi        | Hồ Dịch Chi        | Vu Hạo                                | Phần 1, Phần 2, Phần 3: Thị vệ của Mặc Liên Thành |
| Tân Thụy Kỳ        | -                  | -                  | Triệu Khinh Vân                       | Phần 1: An Nhạc Hầu quận chúa Cháu gái của Thái hậu, thanh mai trúc mã với Mặc Liên Thành, được gã vào Bát Vương phủ làm trắc phi, luôn ghen ghét, bày mưu tính kế với Khúc Tiểu Đàn, sau uống nhầm rượu độc mà chết |
| -                  | Liêu Tuệ Giai      | -                  | Lam Dạ Tịch                           | Phần 2: Vĩnh Dạ quốc Công chúa, rất thích Lưu Thương |
| -                  | Quách Vân Kỳ       | -                  | Mặc Tĩnh Khang                        | Phần 2: Đông Nhạc quốc Cửu Vương gia Cùng phe với Đại Vương gia, thương xuyên bày mưu tính kế. Cùng Mặc Dịch Hoài mưu phản thoái vị |
| Lai Hỷ             | Lai Hỷ             | Lai Hỷ             | Lưu Thiên Thủy / Lưu Bách Thủy        | Phần 1, 2, 3: Đến từ Huyền Linh đại lục, danh xưng là "lão quái vật", vì muốn tìm tung tích của Trấn Hồn châu mà đến Đông Nhạc quốc, nhiều lần giúp Bát Vương gia Mặc Liên Thành vượt qua khốn cảnh |
| Trương Chính Dương | Trương Chính Dương | Trương Chính Dương | Hoàng thượng / Mặc Nguyên Long        | Phần 1, Phần 2: Đông Nhạc quốc Hoàng đế Phần 3: Gia chủ Mặc gia Mặc Nguyên Long |
| Ngô Ngọc Hoa       | Ngô Ngọc Hoa       | -                  | Hoàng thái hậu                        | Phần 1, phần 2: Đông Nhạc quốc Hoàng thái hậu |
| Trương Thiên Lâm   | Trương Thiên Lâm   | Trương Thiên Lâm   | Ma Đế / Vi Tung Hoành (Vi tướng quân) | Phần 1, Phần 2, Phần 3: Ma Đế ở Huyền Linh đại lục → Vi tướng quân Đông Nhạc quốc |
| Trương Tân Hoa     | Trương Tân Hoa     | Trương Tân Hoa     | Khúc Giang Lâm                        | Phần 1, Phần 2: Triều đình trọng thần, Hộ bộ thượng thư Khác với phần 1, ở phần 2 Khúc Giang Lâm bí mật luyện tà thuật, muốn đoạt lấy lực lượng từ Trấn Hồn châu, lật đổ Mặc gia khôi phục lại Khúc gia hưng thịnh. Phần 3: Gia chủ Khúc gia, tuy là gia chủ nhưng vì là nam nhân nên địa vị rất thấp |
| Hắc Muội           | Hắc Muội           | -                  | Đại phu nhân                          | Phần 1, Phần 2: Đại phu nhân Khúc phủ, chính thê của Khúc Giang Lâm, mẫu thân của Khúc Phán Nhi |
| Lưu Hiểu Tịnh      | -                  | -                  | Cửu phu nhân                          | Phần 1: Cửu phu nhân của Khúc phủ, mẹ ruột của Khúc Đàn Nhi |
| Tôn Hiểu Quân      | Tôn Hiểu Quân      | -                  | Lý công công / Châu quản gia          | Phần 1: Nô tài của Hoàng thái hậu Phần 2: Quản gia Bát Vương phủ |
| -                  | -                  | Phương Dật Luân    | Mặc Ngôn Thầm                         | Phần 3: Mặc gia Đại công tử Tính cách ôn nhuận như ngọc, cùng Khúc Đàn Nhi là thanh mai trúc mã, một mực ái mộ nàng. Cùng Mặc Liên Thành cạnh tranh vị trí phò mã. Sau gả cho trưởng công chúa Khúc Mi Nhi |
| -                  | -                  | Châu Tử Hinh       | Khúc Mi Nhi                           | Phần 3: Đông Nhạc quốc Trưởng công chúa Thích nghe người khác khen mình, vỗ mông ngựa, ái mộ Mặc Ngôn Thầm, một lòng hi vọng Mặc Ngôn Thầm có thể thích mình. |
| -                  | -                  | Trần Tĩnh Khả      | Tiêu Trấn                             | Phần 3: Thiếp thân thị vệ của Nữ hoàng, vì trợ giúp Khúc Hương Đàn hoàn thành đoạt xá, tự nguyện hiến tế, hóa thành tro tàn. |
| -                  | -                  | Nghê Hàng Tẫn      | Phó Cố Vân Tu                         | Phần 3: Tịch Nguyệt quốc quý tộc, phụng mệnh gả vào phủ công chúa, trở thành phò mã thứ 3. Sau cùng Mặc Phượng Dương tiến về biên cương đóng giữ. |
| -                  | -                  | Thiên Ái           | Mặc Phượng Dương                      | Phần 3: Đông Nhạc quốc nữ tướng quân, con gái duy nhất của Mặc gia, muội muội của Mặc Ngôn Thầm và Mặc Liên Thành. Cùng Phó Cố Vân Tu có duyên phận sau cùng nhau đến biên cương đóng giữ. |
| -                  | -                  | Châu Hàng          | Vân Ưng                               | Phần 3: Thị vệ của Mặc Ngôn Thầm |
| -                  | -                  | Lưu Lạc Tịch       | Tô Nguyệt Lạp                         | Phần 3: Vụ tổng quản của Đông Nhạc quốc |
| -                  | -                  | Lý Kim Dương       | Tô Cảnh Nguyên                        | Phần 3: Đệ đệ của Tô Nguyệt Lạp |

## Nhạc phim

### Phần 1
| 《Song Thế Sủng Phi》Nhạc phim | 《Song Thế Sủng Phi》Nhạc phim                       | 《Song Thế Sủng Phi》Nhạc phim | 《Song Thế Sủng Phi》Nhạc phim | 《Song Thế Sủng Phi》Nhạc phim | 《Song Thế Sủng Phi》Nhạc phim |
| STT                            | Nhan đề                                              | Phổ lời                        | Phổ nhạc                       | Thể Hiện                       | Thời lượng                     |
| ------------------------------ | ---------------------------------------------------- | ------------------------------ | ------------------------------ | ------------------------------ | ------------------------------ |
| 1.                             | "Cửu Trương Cơ - 九张机" (Chủ đề)                    | Trương Phú Quý                 | Châu Kỳ                        | Diệp Huyền Thanh               |                                |
| 2.                             | "Học đến già, yêu đến già - 学到老爱到老" (Nhạc kết) | Song Hỷ Minh                   | Thắng Tự                       | Kim Nhuận Cát                  |                                |
| 3.                             | "Cam lòng - 舍得" (Nhạc kết)                         | Thương Nhạn Bân                | Thương Nhạn Bân                | Vương Trình Chương             |                                |
| 4.                             | "Tôi như cơn gió - 风一样的我"                       | Châu Kỳ                        | Châu Kỳ                        | Diệp Huyền Thanh               |                                |
| 5.                             | "Không hiểu - 不懂"                                  | Châu Kỳ                        | Châu Kỳ                        | Giả Thiêm                      |                                |
| 6.                             | "Hóa ra đều do ta nghĩ - 原来我以为"                 | Châu Kỳ                        | Châu Kỳ                        | Vương Thao                     |                                |
| 7.                             | "Love Love"                                          | Kim Nhuận Cát                  |                                | Kim Nhuận Cát                  |                                |
| 8.                             | "Càng đi càng lạc lối - 走著走著就散了"              | Tiêu Kim                       | Tiêu Kim                       | Trang Tâm Nghiên               |                                |

### Phần 2
| 《Song Thế Sủng Phi 2》Nhạc phim | 《Song Thế Sủng Phi 2》Nhạc phim       | 《Song Thế Sủng Phi 2》Nhạc phim | 《Song Thế Sủng Phi 2》Nhạc phim | 《Song Thế Sủng Phi 2》Nhạc phim | 《Song Thế Sủng Phi 2》Nhạc phim |
| STT                              | Nhan đề                                | Phổ lời                          | Phổ nhạc                         | Thể Hiện                         | Thời lượng                       |
| -------------------------------- | -------------------------------------- | -------------------------------- | -------------------------------- | -------------------------------- | -------------------------------- |
| 1.                               | "Vô Tình Họa - 无情画" (Nhạc đầu)      | Vương Trình Chương               | Từ Lâm                           | Vương Trình Chương               |                                  |
| 2.                               | "Quy khứ lai hề - 归去来兮" (Nhạc kết) | Chu Vỹ                           | Trịnh Kiến Hạo                   | Diệp Huyền Thanh                 |                                  |
| 3.                               | "Niệm Lang - 念郎" (Chủ đề)            | Vương Thiêm Tứ                   | Lương Phàm                       | Từ Thâm                          |                                  |
| 4.                               | "Xóa đi đau thương - 一抹伤"           | Tôn Lộ                           | Trần Phách                       | Tôn Lộ                           |                                  |
| 5.                               | "Làm ơn, làm ơn - 拜托拜托"            | Trương Tĩnh Di                   | Lưu Huyễn Đậu                    | Lương Khiết                      |                                  |
| 6.                               | "Song thế luyến nhân - 双世恋人"       | Châu Khiết Dĩnh                  | Lâm Hoa Dũng                     | Hạ Kính Hiên                     |                                  |
| 7.                               | "Lữ hành - 旅行"                       | Kim Soái                         | Kim Soái                         | Kim Soái                         |                                  |
| 8.                               | "Một nửa - 一半"                       | Lật Cẩm                          | Lật Cẩm                          | Lương Khiết                      |                                  |

### Phần 3
| 《Song Thế Sủng Phi 3》Nhạc phim | 《Song Thế Sủng Phi 3》Nhạc phim                    | 《Song Thế Sủng Phi 3》Nhạc phim | 《Song Thế Sủng Phi 3》Nhạc phim | 《Song Thế Sủng Phi 3》Nhạc phim | 《Song Thế Sủng Phi 3》Nhạc phim |
| STT                              | Nhan đề                                             | Phổ lời                          | Phổ nhạc                         | Thể Hiện                         | Thời lượng                       |
| -------------------------------- | --------------------------------------------------- | -------------------------------- | -------------------------------- | -------------------------------- | -------------------------------- |
| 1.                               | "Cửu trương Cơ - 九张机" (Nhạc đầu)                 | Trương Phú Quý                   | Châu Kỳ                          | Diệp Huyền Thanh                 |                                  |
| 2.                               | "Gửi người quãng đời còn lại - 寄你馀生" (Nhạc kết) | Lật Cẩm                          | Lật Cẩm                          | Mã Giai                          |                                  |
| 3.                               | "Bữa tối - 晚餐"                                    | Lưu Soái                         | Lưu Soái                         | Lưu Soái                         |                                  |
| 4.                               | "Xóa đi đau thương - 一抹伤"                        | Tôn Lộ                           | Trần Phách                       | Tôn Lộ                           |                                  |
| 5.                               | "Làm ơn, làm ơn - 拜托拜托"                         | Trương Tĩnh Di                   | Lưu Huyễn Đậu                    | Lương Khiết                      |                                  |
| 6.                               | "Song thế luyến nhân - 双世恋人"                    | Châu Khiết Dĩnh                  | Lâm Hoa Dũng                     | Hạ Kính Hiên                     |                                  |
| 7.                               | "Lữ hành - 旅行"                                    | Kim Soái                         | Kim Soái                         | Kim Soái                         |                                  |
| 8.                               | "Một nửa - 一半"                                    | Lật Cẩm                          | Lật Cẩm                          | Lương Khiết                      |                                  |

## Giải thưởng
| Năm  | Lễ trao giải                                              | Giải thưởng                                                          | Tác phẩm            | Kết quả   | Tham khảo |
| ---- | --------------------------------------------------------- | -------------------------------------------------------------------- | ------------------- | --------- | --------- |
| 2017 | Lễ trao chỉ số giải trí liên Trung Quốc năm 2017 ENAwards | Phim truyền hình trực tuyến có giá trị nhất năm 2016-2017            | Song Thế Sủng Phi   | Đoạt giải | [ 7 ]     |
| 2017 | Lễ hội thời trang Sohu                                    | Phim truyền hình trực tuyến của năm                                  | Song Thế Sủng Phi   | Đề cử     | [ 8 ]     |
| 2018 | Tencent Video Tinh Quang Đại Thưởng 2018                  | TOP 10 bộ phim truyền hình được khán giả lựa chọn hàng đầu trong năm | Song Thế Sủng Phi 2 | Đoạt giải | [ 9 ]     |
| 2021 | Báo cáo dữ liệu tiêu thụ thông tin của Thế hệ Z           | TOP 10 phim truyền hình được mong đợi nhất                           | Song Thế Sủng Phi 3 | Đoạt giải | [ 10 ]    |